# Mjölig lundlav
Mjölig lundlav (Bacidina delicata) är en lavart som först beskrevs av Larbal. ex Leight., och fick sitt nu gällande namn av V. Wirth & Vezda. Mjölig lundlav ingår i släktet Bacidina och familjen Ramalinaceae.  Arten är reproducerande i Sverige. Inga underarter finns listade i Catalogue of Life.